# ميدانك بزرغ
ميدانك بزرغ (بالفارسية: میدانک بزرگ) هي قرية تقع في قسم عشاير الريفي في إيران. يقدر عدد سكانها بـ 233 نسمة بحسب إحصاء 2016.